# Liste der Kulturdenkmale in Borsberg (Dresden)
Die Liste der Kulturdenkmale in Borsberg umfasst sämtliche Kulturdenkmale der Dresdner Gemarkung Borsberg. Grundlage bildet das Denkmalverzeichnis des Themenstadtplans Dresden, das sämtliche bis Januar 2006 vom Landesamt für Denkmalpflege Sachsen erfassten Kulturdenkmale beinhaltet. Die Straßen und Plätze in der Gemarkung sind in der Liste der Straßen und Plätze in Borsberg (Dresden) aufgeführt. Die Anmerkungen sind zu beachten.
Diese Liste ist eine Teilliste der Liste der Kulturdenkmale in Dresden.

## Legende
- Bild: Bild des Kulturdenkmals, ggf. zusätzlich mit einem Link zu weiteren Fotos des Kulturdenkmals im Medienarchiv Wikimedia Commons. Wenn man auf das Kamerasymbol klickt, können Fotos zu Kulturdenkmalen aus dieser Liste hochgeladen werden:
- Bezeichnung: Denkmalgeschützte Objekte und ggf. Bauwerksname des Kulturdenkmals
- Lage: Straßenname und Hausnummer oder Flurstücknummer des Kulturdenkmals. Die Grundsortierung der Liste erfolgt nach dieser Adresse. Der Link (Karte) führt zu verschiedenen Kartendiensten mit der Position des Kulturdenkmals. Fehlt dieser Link, wurden die Koordinaten noch nicht eingetragen. Sind diese bekannt, können sie über ein Tool mit einer Kartenansicht einfach nachgetragen werden. In dieser Kartenansicht sind Kulturdenkmale ohne Koordinaten mit einem roten bzw. orangen Marker dargestellt und können durch Verschieben auf die richtige Position in der Karte mit Koordinaten versehen werden. Kulturdenkmale ohne Bild sind an einem blauen bzw. roten Marker erkennbar.
- Datierung: Baubeginn, Fertigstellung, Datum der Erstnennung oder grobe zeitliche Einordnung entsprechend des Eintrags in der sächsischen Denkmaldatenbank
- Beschreibung: Kurzcharakteristik des Kulturdenkmals entsprechend des Eintrags in der sächsischen Denkmaldatenbank, ggf. ergänzt durch die dort nur selten veröffentlichten Erfassungstexte oder zusätzliche Informationen
- ID: Vom Landesamt für Denkmalpflege Sachsen vergebene, das Kulturdenkmal eindeutig identifizierende Objekt-Nummer. Der Link führt zum PDF-Denkmaldokument des Landesamtes für Denkmalpflege Sachsen. Bei ehemaligen Kulturdenkmalen können die Objektnummern unbekannt sein und deshalb fehlen bzw. die Links von aus der Datenbank entfernten Objektnummern ins Leere führen. Ein ggf. vorhandenes Icon  führt zu den Angaben des Kulturdenkmals bei Wikidata.

## Liste der Kulturdenkmale in Borsberg
| Bild           | Bezeichnung | Lage                             | Datierung                                                                                  | Beschreibung | ID       |
| -------------- | --- | -------------------------------- | ------------------------------------------------------------------------------------------ | --- | -------- |
|                | Torhaus mit Durchgang | Brunnenweg 2 (Karte)             | bez. 1794 (Torhaus)                                                                        | Torhaus mit Durchgang in einen ehemaligen Bauernhof | 09283669 |
|                | Wohnstallhaus und Scheune | Brunnenweg 6 (Karte)             | 1. Hälfte 19. Jh. (Wohnstallhaus)                                                          | Wohnstallhaus und Scheune (teils aus Brettern) eines Zweiseithofes; charakteristische ländliche Bauten ihrer Zeit, vor allem baugeschichtlich bedeutend. | 09283670 |
| Weitere Bilder | Borsbergbefestigung; Sachgesamtheit Königlich-Sächsische Triangulierung (Europäische Gradmessung im Königreich Sachsen); Station 7 Porsberg | Hochlandstraße (Karte)           | 18. Jh. (Grotte), Ende 18. Jh. (Aussichtsplattform), bezeichnet 1865 (Triangulationssäule) | Sachgesamtheit Königlich-Sächsische Triangulirung; Terrassenförmige Bergbefestigung mit Aufgängen, künstlicher Felsengrotte, Triangulationssäule, Station 1. Ordnung und Trigonometrischer Punkt; Grotte: sog. Eremitage als Ausgangspunkt für die ab 1780 begonnene Ausschmückung des Friedrichsgrunds zu einem sentimentalen Landschaftspark (siehe auch Sachgesamtheit Friedrichsgrund, ID-Nr. 09304894), baugeschichtlich, ortsgeschichtlich und technikgeschichtlich von Bedeutung. | 09283654 |
|                | Villa | Hochlandstraße 7 (Karte)         | Ende 19. Jh. (Villa)                                                                       | Villa | 09283659 |
| Weitere Bilder | Bergwirtschaft Borsberg | Hochlandstraße 8; 8a; 8b (Karte) | bez. 1890                                                                                  | Bergwirtschaft: Haupthaus und Wirtschaftsgebäude mit Gartenlokal (Holzlauben, auf der unteren Seite verbrettert), Treppenaufgang, Seitengebäude mit Stallungen, Scheune mit drei großen Toren. | 09283653 |
|                | Wohnhaus | Hochlandstraße 9 (Karte)         | bez. 1905 (Wohnhaus)                                                                       | Wohnhaus in offener Bebauung | 09283660 |
| Weitere Bilder | Hofeinfahrtspfosten eines ehemaligen Dreiseithofes                                                                                          | Hochlandstraße 22 (Karte)        | 2. Hälfte 18. Jh. (Toreinfahrt)                                                            | ehemals dazugehörendes Wohnstallhaus (Obergeschoss Fachwerk verbrettert) vor 2000 abgebrochen | 09283664 |
| Weitere Bilder | Wohnstallhaus | Hochlandstraße 22a; 22b (Karte)  | 1. Hälfte 19. Jahrhundert (Wohnstallhaus), bezeichnet 1872 (am Pfeiler)                    | Wohnstallhaus (Obergeschoss Fachwerk verbrettert) und Hofeinfahrtspfosten eines Vierseithofes – als Zeugnis ländlicher Architektur und Volksbauweise seiner Zeit baugeschichtlich bedeutend. | 09283665 |
|                | Ländliches Wohnhaus | Hochlandstraße 32 (Karte)        | Ende 18. Jh. (Wohnhaus)                                                                    | Ländliches Wohnhaus im Winkel (Obergeschoss Fachwerk), mit Hofgebäude (Schuppen, Fachwerk verbrettert) | 09283666 |
|                | Villa Degen | Hochlandstraße 41 (Karte)        | 1901 (Villa)                                                                               | Villa – markanter historisierender Wohnbau mit Zierfachwerk und Turmvorbau, bau- und ortsgeschichtlich bedeutend. | 09283667 |
|                | Landhaus | Hörnchenweg 3 (Karte)            | 1920er Jahre (Landhaus)                                                                    | Landhaus (Obergeschoss blockhausartig), mit Nebengebäude (Wagenschuppen) und Brunnen | 09283662 |
|                | Hörnchenbaude | Hörnchenweg 12 (Karte)           | um 1930 (Baude)                                                                            | Baude, Bretterbau | 09283663 |
| Weitere Bilder | Meixmühle | Meixstraße 64 (Karte)            | bezeichnet 1892 (Haus 1), 1896 (Haus 2)                                                    | Gasthof mit zwei Hauptgebäuden (Haus 1 und Haus 2), Laube 1 und Laube 2, sogn. Wendenhof, sogn. Drachenburg mit Torhaus und Zitadelle, sowie Scheune, Schuppen und Teich; vor allem bau- und ortsgeschichtlich bedeutend. | 09283671 |
|                | Spritzenhaus | Meixweg (Karte)                  | nach 1900 (Spritzenhaus)                                                                   | Spritzenhaus | 09283668 |